# 消防安全教育巴士

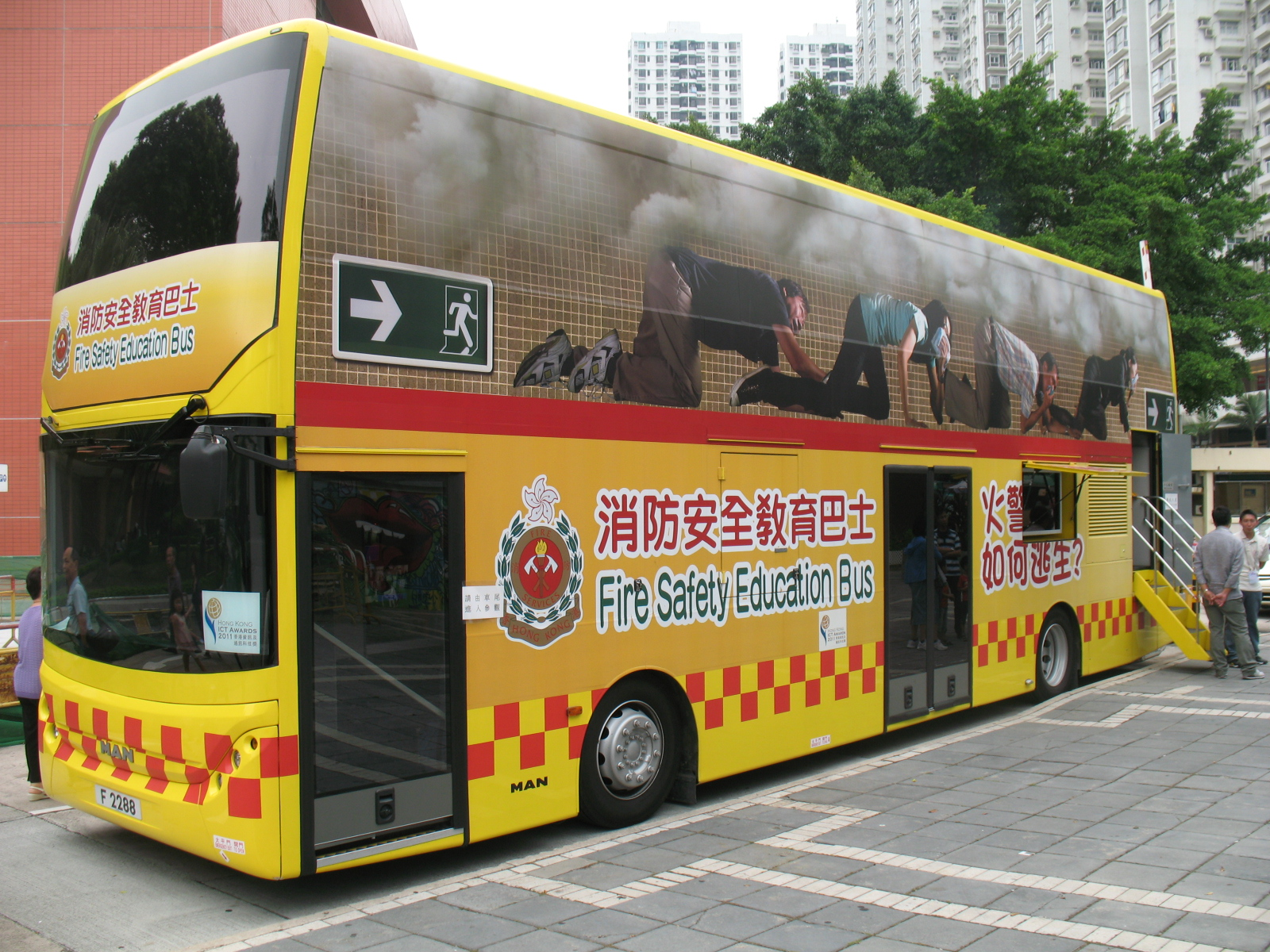
使用MAN巴士底盤改造的消防安全教育巴士

消防安全教育巴士是一輛屬於香港消防處的雙層巴士，用作教育以及示範用途，於2011年投入服務，到全香港各地區及機構進行宣傳活動。消防安全教育巴士耗資600萬港元，是世界上首輛用於消防教育的雙層巴士，該巴士能夠模擬多層大廈發生火警的情況，用於教育公眾如何使用安全逃生的設備。

## 設計
雙層巴士由香港消防處及機電工程處合作開發，使用德國猛獅的巴士底盤改造而成。巴士長度為12米，備有獨立的靜音發電機，停車時無需啟動巴士的柴油引擎，仍能維持空調及進行教育展覽，而巴士的廢氣可從車頂排放。巴士的上層被設計成一所住宅單位，可以用濃煙及激光模擬發生火災時的情況，讓公眾學習是否逃離現場，以及逃生方法等。巴士下層設有多媒體的互動滅火訓練系統、小型消防喉轆及電腦遊戲。巴士設有用來學習滅火的道具，示範滅火時，無需使用真正的滅火筒，不但可以減省滅火劑消耗外，而且無需清理滅火劑的殘留物，市民體驗滅火過程之餘也不會耗用資源。

## 歷史
香港消防處經分析，認為以往的致命火災個案中，不幸罹難的人，絕大部分不是被燒死，而是在大廈樓梯或走廊被濃煙焗死。香港消防處在檢討消防安全宣傳策略時，認為必須加上一個新環節，就是讓公眾親身體驗在火場內逃生的情況，以便日後在危急的環境下，能夠立即作出適當的判斷，並且掌握正確的逃生方法等。故此，一輛嶄新的消防安全教育雙層巴士於2011年內投入服務。2019年，消防處第二輛雙層消防安全教育巴士抵港，名為「應急準備教育巴士」，屬於猛獅A95三軸底盤，於2020年底投入服務。